# Peter Valdés
Peter "Veneno" Valdés es un personaje humorístico chileno, creado por Jorge Ignacio López e interpretado por el actor Daniel Alcaíno, cuya creación fue inspirada en Iván Zamorano. Que se ha presentado en forma interrumpida en las pantallas de la televisión chilena, principalmente a través de Canal 13 Chile desde 1999 hasta 2010.

## Carrera profesional
Fue descubierto como jugador en 1999 por un periodista de Radio Zinfonía del Deporte de nombre Tulio (Claudio Valenzuela), quien se transformaría luego en su representante.
Su carrera como futbolista ha estado marcada por altos y bajos, reconocido por sus pares como un jugador con una técnica exquisita y mucha inteligencia. Lamentablemente, Peter "Veneno" cae repetidamente en actividades extrafutbolisticas y ha demostrado su casi adicción en aparecer en programas de televisión, a la vida nocturna, las mujeres y los excesos. Lo que ha provocado que su talento deportivo haya pasado a segundo plano. Cabe mencionar que fue jugador del Aston Village People y del Inter de Chillán.
Actualmente este destacado personaje humorístico lucha por salir de la vida viciosa para volver a practicar su carrera futbolística.

## Frases típicas
- Lo bonito y lo importante, es seguir contando con la confianza del técnico, no?
- La fama, es emifera, no?
- Tengo mi mente llena de adjetivos calificativos, descalificativos, sintaxis, sin micros, no?
- Como dijo Miguel de Unamuno: ahora que viene el Mundial, unamunos todos, no?
- Se me llena la cabeza de metáforas e hipérboles, no?
- Eso es lo lindo, lo bonito del fútbol, no?

## Curiosidades
- El mismísimo exjugador Pelé, reconoció que Peter Veneno era el más grande Jugador de la historia del fútbol.
- En la segunda mitad de la década de los 2000 llegó a jugar por el América de México.
- En el año 2000 publicó un libro llamado La Fama es emífera el cual resultó un rotundo fracaso.
- Últimamente ha aparecido promocionando el nuevo sistema de transporte urbano de Johannesburgo, Sudáfrica.